# Мацароне
Мацароне (итал. Mazzarrone) је насеље у Италији у округу Катанија, региону Сицилија.
Према процени из 2011. у насељу је живело 3887 становника. Насеље се налази на надморској висини од 297 м.

## Становништво
Према резултатима пописа становништва 2011. у општини је живело 3.989 становника.
| 1951. | 1961. | 1971. | 1981. | 1991. | 2001. | 2011. |
| ----- | ----- | ----- | ----- | ----- | ----- | ----- |
| 2.772 | 3.080 | 2.973 | 3.384 | 3.542 | 3.685 | 3.989 |